# اچ‌آر ۸۵۷
اچ‌آر ۸۵۷ یک ستاره است که در صورت فلکی جوی قرار دارد.